# ماركوس تورنر
ماركوس تورنر (بالإنجليزية: Marcus Turner)‏ هو لاعب كرة قدم أمريكية أمريكي، ولد في 13 يناير 1966 في Harbor City, Los Angeles ‏ في الولايات المتحدة.

## وصلات خارجية
- ماركوس تورنر على موقع مرجع كرة القدم المحترفة.كوم (الإنجليزية)